# Militärordinariat von Uganda
Das Militärordinariat von Uganda ist das Militärordinariat in Uganda und zuständig für die Streitkräfte von Uganda.

## Geschichte
Das Militärordinariat von Uganda betreut Angehörige der ugandischen Streitkräfte katholischer Konfessionszugehörigkeit seelsorgerisch. Es wurde durch Papst Paul VI. am 20. Januar 1964 als Militärvikariat errichtet. Nach gegenseitigem Beschluss zwischen dem Heiligen Stuhl und der Republik Uganda befindet sich der Sitz des Militärordinariats von Uganda in Mbale. Es wurde am 21. Juli 1986 durch Papst Johannes Paul II. mit der Apostolischen Konstitution Spirituali militum curae zur Diözese erhoben.
| Militärbischöfe in Uganda |                             |                                    |                 |                  |
| Nr.                       | Name                        | Amt                                | von             | bis              |
| 1                         | Cipriano Biyehima Kihangire | Bischof von Hoima Bischof von Gulu | 20. Januar 1964 | 5. Januar 1985   |
| 2                         | James Odongo                | Erzbischof von Tororo              | 5. Januar 1985  | 4. Dezember 2020 |